# Пронсторф
Пронсторф (нем. Pronstorf) — община в Германии, в земле Шлезвиг-Гольштейн. 
Входит в состав района Зегеберг. Подчиняется управлению Трафе-Ланд.  Население составляет 1671 человек (на 31 декабря 2010 года). Занимает площадь 36,31 км².